# Грасага Сан Ђорђо (Венеција)
Грасага Сан Ђорђо (итал. Grassaga San Giorgio) је насеље у Италији у округу Венеција, региону Венето.
Према процени из 2011. у насељу је живело 39 становника. Насеље се налази на надморској висини од 0 м.